# Exposição Internacional de 1985
A Exposição Internacional de 1985 foi uma feira mundial que aconteceu de 4 a 30 de novembro de 1985 em Plovdiv, Bulgária. A exposição aconteceu com o tema "As criações dos jovens inventores e foi realizada pelo Bureau Internacional de Exposições e a segunda a acontecer em Plovdiv. Aconteceu outra feira mundial em Tsukuba, no Japão, no mesmo ano.